# صخر مافي

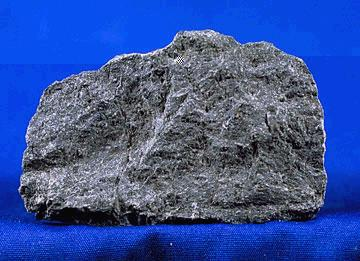
البازلت،ىأحد أنواع الصخر المافي.

المعدن أو الصخر المافِي هو أحد معادن السيليكات أو صخر ناري غني بالمغنيسيوم والحديد. تتميز معظم المعادن المافية بلونها الداكن، من المعادن المافية الشائعة التي تُشكل الصخور: الأوليفين، البيروكسين، الأمفيبول، والبيوتيت. تشمل الصخور المافية الشائعة البازلت، والديابيز، والغابرو. غالبًا ما تحتوي الصخور المافية أيضًا على أنواع غنية بالكالسيوم من الفلسبار البلاجيوكلاسي. يمكن وصف المواد المافية أيضًا بأنها حديدومغنيسية (ferromagnesian).

## التسمية
مصطلح "مافي" هو كلمة مركّبة من "مغنيسيوم" و"حديد"، وقد صيغ هذا المصطلح عام 1912 من قبل تشارلز ويتمن كروس، و جوزيف إدينغز، ولويس في بيرسون، وهنري ستيفنز واشنطن، قسم كروس وزملاؤه سابقًا المعادن الرئيسية المكونة للصخور النارية إلى معادن "سيليسية" مثل الكوارتز، الفلسبار، أو الفلسباثويد، ومعادن "فيما" مثل الأوليفين والبيروكسين. ومع ذلك، استُثنيت الميكا والأمفيبولات الغنية بالألمنيوم، بينما أُدرجت بعض المعادن الغنية بالكالسيوم التي تحتوي على القليل من الحديد أو المغنيسيوم، مثل الوللاستونيت أو الأباتيت، ضمن معادن "فيما".
لاحقًا، وضّح كروس وزملاؤه أن الميكا والأمفيبولات الألومينية تندرج تحت فئة منفصلة من المعادن أطلقوا عليها اسم "المعادن الألفيرية" (Alferric minerals). ثم قدموا مصطلح "مافي" للإشارة إلى المعادن الحديدومغنيسية بجميع أنواعها، مفضلين إياه على مصطلح "فيماغ" (Femag) الذي صاغه أ. يوهانسن في عام 1911، نظرًا لعدم إعجابهم بالطريقة التي يبدو بها لفظ المصطلح الأخير.

## المعادن
لا يزال مصطلح "مافي" يُستخدم على نطاق واسع للإشارة إلى المعادن الحديدومغنيسية ذات اللون الداكن. وفقًا لأنظمة التصنيف الحديثة، مثل تصنيف الصخور النارية الصادر عن الاتحاد الدولي للعلوم الجيولوجية تُدرج بعض المعادن الحديدومغنيسية ذات اللون الفاتح مثل الميلليت ضمن فئة المعادن المافية. كما يمكن إدراج المعادن الإضافية مثل الزركون أو الأباتيت ضمن هذه الفئة لأغراض التصنيف الدقيق.

## الصخور
عند الإشارة إلى الصخور، يُستخدم مصطلح "مافي" في الغالب كتعريف ميداني لوصف الصخور النارية الداكنة اللون. ومع ذلك، لا يُستخدم المصطلح كتصنيف رسمي للصخور في نظام تصنيف الاتحاد الدولي للعلوم الجيولوجية. تُعرف الصخور المافية أحيانًا بشكل أكثر دقة على أنها صخور نارية تحتوي على نسبة عالية من البيروكسين والأوليفين، بحيث يتراوح مؤشر لونها (النسبة الحجمية للمعادن المافية الداكنة) بين 50% و90%. تُصنف معظم الصخور البركانية المافية بشكل أكثر تحديدًا على أنها بازلت.
من الناحية الكيميائية، تُعرف الصخور المافية أحيانًا بأنها الصخور ذات محتوى السيليكا الذي يتراوح بين 45% و55% بالوزن، وهو ما يتوافق مع محتوى السيليكا في البازلت وفقًا لتصنيف تاس [الإنجليزية]. تتميز هذه الصخور بثرائها بالحديد والمغنيسيوم والكالسيوم، وعادةً ما تكون داكنة اللون. بالمقابل، تُعد الصخور الفلسية فاتحة اللون وغنية بالألومنيوم والسيليكون بالإضافة إلى البوتاسيوم والصوديوم. كما أن الصخور المافية عادةً ما تكون ذات كثافة أعلى من الصخور الفلسية. ويُقابل هذا المصطلح تقريبًا تصنيف الصخور "الأساسية" في الأنظمة القديمة.
تتميز الحمم البركانية المافية قبل أن تتصلب بلزوجة منخفضة مقارنةً بالحمم الفلسية، بسبب انخفاض محتوى السيليكا في الصهارة المافية. يُمكن للماء والمواد المتطايرة الأخرى أن تتحرر بسهولة وبشكل تدريجي من الحمم المافية. نتيجةً لذلك، تكون ثورات البراكين التي تتكون من الحمم المافية أقل عنفًا من ثورات الحمم الفلسية.